# Kalamúni offenzíva (2014. június–augusztus)
A 2014. június és augusztus között zajlott kalamúni offenzívát a szíriai polgárháború idején a szíriai fegyveres testület a libanoni hadsereg és a Hezbollah támogatásával indította a kalamúni csatát követően még a térségben maradt felkelők ellen. Az offenzíva végére a hadsereg biztosította a környék összes városát.

## Előzmények
2013. november közepén a szíriai hadsereg a Hezbollah támogatásával támadást indított a felkelők kezén lévő Kalamún-hegység ellen, hogy elvágja a támadók Libanonból Damaszkuszba vezető utánpótlási útvonalát. A stratégiai régiót a támadók a Damaszkusz környéki támadásaik háttérbázisaként használták, A csatát a felkelők oldalán az al-Nuszra Front irányította. 2014. április végére a legutolsó felkelői erődítmény is a hadsereg kezére került, aki eddigre megszilárdította állásait a környék összes városában. A hegyekben azonban 3000 gerilla bújt még meg, akik folyamatosan villámtámadásokkal tartották félelemben a terület lakosait.

## Az offenzíva

### Tfil bekerítése
Június 14-én a felkelők egyik vezére azt mondta, Rankusban és környékén két nap leforgása alatt a Hezbollah 29 tagjával végeztek (közülük 11-gyel egy lesből támadás során). A Hezbollah megerősítette a helybéli harcok tényét.
Négy nappal később a hadsereg egy kilométerre megközelítette a három oldalról Szíriával határos libanoni falut, Tfailt. Attól tartottak, hogy a kormány seregei a Hezbollahhal közösen még szorosabb mértékben bekerítik a falut. Mikor 70 felkelő megadta magát, a hadsereg elfoglalta a falut övező szíriai területeket. Így Tfil Szíria felé néző külterületei a Szír Hadsereg ellenőrzése alá kerültek. A faluban lévő felkelőknek és családjaiknak megengedték, hogy visszatérjenek Szíriába. reggel a Hezbollah fegyveresei beléptek Rfilbe, ahol a jelentések szerint a felkelők menekülteket rejtegettek.
Június 22-én a kormányerők támadást indítottak a Kalamún-hegység alsóbb részei ellen, az állami televízió beszámolói szerint pedig több a Rakusra rálátást biztosító hegyet foglaltak el. Ezzel együtt elvágták a felkelők útvonalát is, ahol rendszeresen visszatértek a régióba. Megerősítették, hogy az előző két hétben a Hezbollah 14 harcosát ölték meg a régióban. Az offenzíva után a felkelők a magasabban fekvő részeken, illetve barlangokban rejtőztek el, Később viszont rajtaütésszerű támadásokat hajtottak végre a kormányállásai ellen, és több helyszínt visszafoglaltak.
Június 27-én a szíriai állami televízió arról számolt be, hogy a kormányerők elfoglaltak a libanoni határ mellett több területet, amivel sikerült elvágniuk a felkelők utánpótlási útvonalát. A szír hadsereg megszerezte Tfil legmesszebbi pontját is.

### Csata a hegyekért
Július közepén a Hezbollah támadást indított, hogy megtisztítsa a határvidéket az ott rejtőző felkelőktől. Kezdetben többször rajta csaptak a Hezbollahseregein, de később erősítést küldtek a környékre. Két napnyi harc után a Hezbollah átvette az ellenőrzést a libanoni Youneen falu körüli hegyeken. A megerősített hírek szerint 6–7 Hezbollah-harcos és 17–32 felkelő meghalt, míg 31 hezbollahos és 23 felkelő megsebesült. 14 felkelőt foglyul ejtettek. Egy másik jelentés szerint a Hezbollah 14 harcosát vesztette el, míg az al-Nuszra Front 104 tagját megölték és 40 felkelőt fogságba ejtettek.
Napokkal később a libanoni Arszákl külvárosaiban és Al-Fakiha közelében vívott harcokban a Hezbollah 2 tagja és egy tucatnyi felkelő meghalt, míg hét felkelőt fogságba ejtettek. A szír hadsereg egyszerre szórta le a bombáit a harci repülőgépekről a felkelők rejtekhelyei fölött, így támogatták a Hezbollah csapatait, akik el akarták vágni a felkelők Arszálból induló utánpótlási útvonalát. Egy biztonsági hírforrás megerősítette, hogy a Hezbollah offenzívájának kezdete óta több mint 100 embert megöltek. E halottak között volt a felkelőkhöz tartozó Abdllah Azzam Dandár egyik szóvivője is.
A hegyekeért folytatott csatában a Hezbollah elfoglalt a felkelőktől egy hegyet a libanoni Nahle falutól keletre. A helyüket egy lőszer nélküli 40 fős osztag vette át, akiknek nem volt rádió-összeköttetése sem. Nem sokkal később egy 250 fős szír felkelői csoport ellentámadást indított, rögös utat kihasználva jutottak fel a Hezbollah állásaihoz. A két csoportot már csak mindössze 10 méter választotta el egymástól. Az ötórás harcnak akkor lett vége, mikor a tűzharc hangjára megindult Hezbollah-erősítés megérkezett a helyszínre, és így vissza tudták verni a felkelők támadását. A Hezbollah oldalán 10 harcos meghalt, 20 megsebesült.
Egy hétnyi harc után a szír hadsereg arról számolt be, hogy a harcokban 650 felkelőt öltek meg.
Július 25-én a szír légierő a felkelők Arszáltól keltre fekvőállásait bombázta, és eközben 20 felkelővel végzett. Két nappal később visszaverték a felkelők támadását, melyben két, Arszál és Fitah közötti hegyet akartak elfoglalni.
Július végére a Hezbollah mind a Kalamún-régióban, mind az Északnyugat-Libanonban lévő síita falvak körüli hegyekben körbevette a felkelők rejtekhelyeit körülölelő hegyeket. Így a támadók végül be lettek kerítve. A felkelők utánpótlási útvonalait a Hezbollah tartotta ellenőrzés alatt, és minden, segítséget szállító csoportra azonnal lőttek.
Az augusztus 1-ről 2-ra virradó éjszaka a Hezbollahhal megerősített kormányzati csapatok lecsaptak a határtól 10-re fekvő al-Jobeh környékén megbújó felkelőkre. A támadásban légi erőket is bevetettek. A hadművelet eredményeképp 50–170 felkelő és 7–11kormányzati katona, köztük a Hezbollah két tagja is meghalt. Más források szerint 200 felkelő, 20 kormányzati harcos és 2 Hezbollah-aktivista esett el.

### Arszáli csata
Augusztus 2-án, miután a libanoni hatóságok letartóztatták az al-Nuszra frint egyik szír vezetőjét, a felkelők először körbevettek, majd megtámadtak egy, a libanoni hadsereg által fenntartott ellenőrző pontot. Ezután Arszál rendőrkapitányságát foglalták el. A felkelők nem álltak meg, és az egész várost elfoglalták. 16 rendőrt fogságba ejtettek. Rajtuk kívül két katona is a kezeik közé került, akiket a hadsereg még aznap kiszabadított. A harcok másnap is folytatódtak.
Augusztus 4-én a hadsereg tovább haladt, és elfoglalta a műszaki intézet épületét, amit a milicisták már előző nap is lőttek. Akkor ugyanis a várost több irányból is erős tüzérségi támadás érte. A hadsereg este a Ras al-Serj hegyet is elfoglalta.
Augusztus 5-én a milicisták két kormányzati épületet próbáltak meg elfoglalni. A jelentések szerint aznap megölték a harcokban az ISIL arszáli parancsnokát, az al-Nuszra csapatai pedig elhagyták a várost. Este 24 órás tűzszünetet kötöttek a harcoló felek.
Augusztus 7-re az ISIL is elhagyta a várost, és a törékeny tűzszünet értelmében visszavonultak a Szíriával közös határig. Ezután a Szíriai légierő támadta meg a rejtekhelyeiket, ahol több tucat milicista sebesült meg. Két nappal később a libanoni hadsereg teljes fegyverzettel bevonult Arszál városába, és a korábban lerombolt ellenőrző pontokat visszaépítve ismét biztosították a város védelmét. Ekkor a milicisták vesztesége már elérte a 18 főt, ami augusztus 12-re 19-re emelkedett. Ezzel egyidőben megerősítették 60 milicista és 42 polgári lakos halálát. A sebesült polgárok számát 400 körülire becsülték.

## Következmények
Az offenzíva után az al-Nuszra Front és az ISIL megvetette a lábát a hegység göröngyös vidékén. 2015. augusztus 15-én a Szabad Szíriai hadsereg 20 részlegének egyesítésével létrejött a Nyugat-kalamúni Gyülekezet nevű csoport. December 31-én az FSA 6 másik csoportja megalapította a Mudzsahedin Súra Tanácsot. Ugyanakkor az Ahmad al-Abdo Mártírjainak Dandárja és Ezrede, a Jaysh al-Islam, az Ahrar ash-Sham, az al-Rahman Légió és a Jaysh Usud al-Sharqiya iszlamista csoportok szintén létrehoztak Kalamúntól keletre egy közös sereget.
2014. decemberben az ISIL újabb csapatai érkeztek meg a térségbe, így létszámuk több száz fővel meghaladta az ott állomásozó FSA-egységek méretét. Tovább erősödött a helyi ISIL, létszámuk már az 1000 főt is elérte. Az al-Nusra 600 milicistát állomásoztatott a régióban, így szövetségre kellett lépniük az Iszlám Állammal.
2015. január 4-én az ISIL elfoglalta Flita falut, de a kormány és a Hezbollah seregei egy ellentámadással még aznap visszaszerezték. Miután a felkelők egy csatában elfoglalták a libanoni Tallet al-Hamra közelében lévő katonai bázist, a libanoniak január 23-án lezárták Jdaydet Yabousnál a határátkelőt.
2015. január végén az ISIL bejelentette, hogy szeretné a kalamúni régióban található állásait tovább erősíteni, hogy kilövő állásokat telepíthessen a jövőbeni libanoni harcaihoz. Ahmed Assir sejket kinevezték az ISIL libanoni emírjévé.
2015. március 25. és 28. között Fita közelében a Szír Hadsereg és a Hezbollah két hegyet foglalt el, Zabadani környékén pedig több magaslatot is megszállt. A harcokban 30 felkelő halt meg. Ugyanakkor a Libanoni hadsereg is több állást megszerzett a dzsihadistáktól Arszákl külterületein. Április 3-ra a Szír Hadsereg három irányból közelítette meg Zabadanit, miközben biztosította a városba vezető nyugati és keleti útvonalakat, és így szinte megbénította a védekező felkelőket. 15, a felkelők megsegítésére a helyszínre érkező al-Nuszra harcost megöltek, miközben megpróbálták áttörni a kordonokat.
Április közepén az ellenzéki erők elfoglaltak egy, addig a Hezbollah harcosainak kezén lévő, Fitahra néző hegyet. ekkor a Hezbollah már egy mindent eldöntő hadműveletet tervezett Kalamún területén, miközben a felkelők azon dolgoztak, hogy egységbe kovácsolják a különböző ellenzéki harcoló feleket, hogy így szerezzék vissza Kalamún régióját. Az ISIL és az al-Nuszra Ífront azonban ezután is magának akarta meggyőzni Arszál különböző közösségeit, a Zabadani régiójában és a Libanon-elleni hegyek hegyvidéki területein élők is védekező állásból átálltak támadóra. A tavaszra várt harcokra felkészülve árkokat, alagutakat, bunkereket és barikádokat kezdtek építeni.
Április végén az Izraeli Légierő több támadása (kalamúni incidens, 2015. április) több célpontot eltalált, és több bázist megsemmisített Kalamún régiójában. A szír hadsereg és a Hezbollah több tagját megölték. Az al-Nuszra Front egyik rajtaütésében a Hezbollah 6 további tagja vesztette életét.
Az al-Nuszra Front és a vele szövetséges iszlamisták megelőző támadást indítottak a Szír Arab Hadsereg és a Hezbollah állásai ellen, mely során több posztot elfoglaltak. Ugyanazon a napon a Hezbollah rajtaütött az al-Nuszra egyik konvoján, ahol 15 milicistát megöltek, 30-at pedig megsebesítettek. Pár nappal később a hadsereg a Hezbollahhal közösen több, Assal al-Wardra néző hegycsúcsot foglalt el, s eközben a jelentések szerint több tucat felkelőt kivégeztek. Ugyanakkor a jelentések szerint a Hezbollah a mély hatástanulmányok eredményeképpen úgy döntött, a magas költségek miatt elhalasztja a területen régóta várt offenzíváját, és inkább arra összpontosít, hogy elvágja az ISIL és az al-Nuszra Front libanoni és szíriai városokkal összeköttetést biztosító útvonalait. A Hódító Hadsereg is bejelentette, hogy Kalamúnba telepít egy osztagot, melynek feladata a Hezbollah, az al-Nuszra Front és az ISIL ellen vívott harc lesz.